# برايان باترسون
برايان باترسون (28 يونيو 1937 في أستراليا - ) (بالإنجليزية: Brian Patterson)‏ هو لاعب كريكت أسترالي. لعب مع فريق تسمانيا للكريكت.

## وصلات خارجية
- برايان باترسون على موقع إي آس بي آن كريك إنفو (الإنجليزية)